# Taofong Shan
Taofong Shan (chinesisch 道風山 / 道风山, Pinyin Dàofēng Shān, W.-G. Taofeng Shan, Jyutping Dou6fung1 Saan1, amtlich Tao Fong Shan Christian Centre 道風山基督教叢林 / 道风山基督教丛林,  Dàofēng Shān Jīdūjiào Cónglín,  Taofeng Shan, Jyutping Dou6fung1 Saan1 Gei1duk1gaau2 Cung4lam4) ist ein christliches Zentrum in Hongkong. Gegründet 1930 auf einem Hügel oberhalb von Sha Tin, ist es die Fortsetzung eines christlich-buddhistischen Zentrums (Qingfeng Shan) in Nanjing.
Karl Ludvig Reichelt (1877–1952) versuchte als Missionar, chinesische buddhistische Mönche in einer Umgebung zu erreichen, in der sie sich wohlfühlen würden. Durch den Bürgerkrieg wurde er aus dem ersten Zentrum vertrieben und fand eine neue Bleibe in Hongkong. Durch Reparationszahlungen hatte er die Mittel, in den New Territories einen Hügel zu erwerben. Ein befreundeter Missions-Architekt, Johannes Prip-Møller gestaltete das Zentrum im Stil eines Zen-Klosters. Daoistische und Buddhistische Mönche wurden eingeladen, dort an Meditation und Studium teilzunehmen. 
Eine Zeitschrift Tao Fong – „道風“, Pinyin: dàofēng, wurde verteilt und warb für die „Christliche Bruderschaft unter den Religiösen Ost-Asiens“ (englisch Christian Brotherhood among the Religious Devotees in East Asia). 
Nach dem Zweiten Weltkrieg und dem Tod Reichelts 1952 änderte sich mehrfach die Ausrichtung des Zentrums. Durch die Abschottung Chinas blieben die Wandernden Mönche aus. Versuche wurden gestartet, in Taiwan ein ähnliches Zentrum aufzubauen.
Flüchtlingsarbeit, Altenarbeit, Arbeit mit Backpackern, Lehraufträge und seit 1993 vor allem auch wieder philosophischer Dialog prägen heute das Zentrum, das diese Aufgaben in drei Abteilungen wahrnimmt. 
Der ehemalige philosophischen Mitarbeiter Liu Xiaofeng lehrt heute an der Sun-Yat-sen-Universität in Guangzhou (Kanton).